# Meringosiphon paradisicum
Meringosiphon paradisicum är en insektsart som beskrevs av Mary Carver 1959. Meringosiphon paradisicum ingår i släktet Meringosiphon och familjen långrörsbladlöss. Inga underarter finns listade i Catalogue of Life.